# روسكو ميتشيل
روسكو ميتشيل (بالإنجليزية: Roscoe Mitchell)‏ هو فنان إيقاعي وملحن أمريكي، ولد في 3 أغسطس 1940 في شيكاغو في الولايات المتحدة.

## وصلات خارجية
- روسكو ميتشيل على موقع IMDb (الإنجليزية)
- روسكو ميتشيل على موقع الموسوعة البريطانية (الإنجليزية)
- روسكو ميتشيل على موقع ميوزك برينز (الإنجليزية)
- روسكو ميتشيل على موقع إن إن دي بي (الإنجليزية)
- روسكو ميتشيل على موقع أول ميوزيك (الإنجليزية)
- روسكو ميتشيل على موقع ديسكوغز (الإنجليزية)